# ATP Volvo International 1990
Il Volvo International 1990 è stato un torneo di tennis giocato sul cemento del Cullman-Heyman Tennis Center di New Haven negli Stati Uniti. Il torneo fa parte della categoria ATP Championship Series nell'ambito dell'ATP Tour 1990. Si è giocato dal 13 al 20 agosto 1990.

## Campioni

### Singolare maschile
Derrick Rostagno ha battuto in finale  Todd Woodbridge con il punteggio di 6–3, 6–3

### Doppio maschile
Jeff Brown /  Scott Melville hanno battuto in finale  Goran Ivanišević /  Petr Korda per 2–6, 7–5, 6–0.